# Аткінсон (Нью-Гемпшир)
Аткінсон (англ. Atkinson) — місто (англ. town) в США, в окрузі Рокінґгем штату Нью-Гемпшир. Населення — 7087 осіб (2020).

## Демографія
Згідно з переписом 2010 року, у місті мешкала 6751 особа в 2666 домогосподарствах у складі 1967 родин. Було 2788 помешкань
Расовий склад населення:
| - 97,5 % — білих - 0,9 % — азіатів - 0,5 % — чорних або афроамериканців |

До двох чи більше рас належало 0,7 %. Частка іспаномовних становила 1,4 % від усіх жителів.
За віковим діапазоном населення розподілялося таким чином: 21,4 % — особи молодші 18 років, 61,8 % — особи у віці 18—64 років, 16,8 % — особи у віці 65 років та старші. Медіана віку мешканця становила 46,7 року. На 100 осіб жіночої статі у місті припадало 94,6 чоловіків;  на 100 жінок у віці від 18 років та старших — 94,3 чоловіків також старших 18 років.
Середній дохід на одне домашнє господарство  становив 125 203 долари США (медіана — 107 539), а середній дохід на одну сім'ю — 142 980 доларів (медіана — 120 163). Медіана доходів становила 101 906 доларів для чоловіків та 59 357 доларів для жінок. За межею бідності перебувало 2,1 % осіб, у тому числі 0,0 % дітей у віці до 18 років та 2,4 % осіб у віці 65 років та старших.
Цивільне працевлаштоване населення становило 3977 осіб. Основні галузі зайнятості: освіта, охорона здоров'я та соціальна допомога — 26,8 %, виробництво — 16,6 %, науковці, спеціалісти, менеджери — 13,2 %, роздрібна торгівля — 10,6 %.